# Hi Fi (album)
Pour les articles homonymes, voir Hi-fi (homonymie).
Albums de Hugh Cornwell
Guilty
(1997) Footprints in the Desert
(2002)
Hi Fi est un album de Hugh Cornwell sorti en 2000, produit comme le précédent par Laurie Latham.

## Titres
1. Leave me Alone
2. One Day at a Time
3. All the Colours of the Rainbow
4. Putting You in the Shade
5. The Big Sleep
6. Miss Teazyweezy
7. Dark Side of the Room
8. Lay Back on Me Pal
9. Gingerbread Girl
10. The Prison's Going Down

## Musiciens
- Hugh Cornwell - chant, guitare
- Justin Chapman - batterie
- Michelle Marti - basse
- Mike Polson - guitare
- Gita Langley - violon
- Jesse Murphy - violon
- Rachel Helleur - violoncelle
- Una Palliser - alto
- John Dominic - harmonica
- Laurie Latham - percussions

## Équipe de production
- Laurie Latham - producteur, ingénieur du son
- Steve Ash - ingénieur du son